# Кингстонская школа бизнеса
Кингстонская школа бизнеса (англ. Kingston Business School) — высшее учебное заведение, входит в состав Кингстонского университета в Лондоне, имеет аккредитацию AACSB, AMBA, EFMD EPAS. 

## История
Кингстонская школа основана в 1960-х годах. Учебное заведение получило статус школы бизнеса в 1992 году после реорганизации Политехнического колледжа, созданного в 1970 году. Кингстонская школа бизнеса принадлежит факультету бизнеса и социальных наук Кингстонского университета. 
Школа бизнеса расположена в городе Кингстон-на-Темзе, расположенном на границе Лондона и Суррея. 

## Кампус
Школа бизнеса находится в кампусе Кингстон Хилл - одном из четырех кампусов университета. В апреле 2012 года школа была переведена в новое специальное построенное здание. Кампус находится в нескольких минутах ходьбы от парка Ричмонд. Между кампусами и центром города Кингстон во время семестра ездит бесплатный и частый студенческий автобус. 

## Организационная и академическая структура
Школа разделена на пять факультетов: бухгалтерский учет и финансы, бизнес-информационные технологии и операционный менеджмент, бизнес и менеджмент, лидерство и управление человеческими ресурсами, маркетинг и коммуникации. Каждый из них имеет программы бакалавриата, аспирантуры и докторантуры.
Школа бизнеса работает в партнерстве с академическими учреждениями в России и Индии, реализуя образовательные программы Кингстонского университета на получение степеней магистра делового администрирования (MBA), международного бизнеса, международного управления персоналом, делового администрирования. 

## Исследования
Школа бизнеса имеет пять исследовательских центров по нескольким направлениям: азиатский бизнес, бизнес-маркетинг, занятость, лидерство, менеджмент в области здравоохранения, малый бизнес. В школе работает девять исследовательских групп, занимающихся вопросами поведения и практики, бизнес-моделированием и анализом, потребительского исследования, новых технологий, вовлечения сотрудников, знаний, управления процессами и проектами, лидерства и профессиональной психологии, операциями.
Кингстонская школа бизнеса является одним из основателей Европейской ассоциации докторских программ в области менеджмента и делового администрирования (EDAMBA) и Европейской докторской школы по образованию и менеджменту (EUDOKMA).

## Аккредитация
Кингстонская школа бизнеса имеет аккредитацию Ассоциации по развитию университетских школ бизнеса (AACSB) и Ассоциации MBA (AMBA) на получение степени MBA. Европейский фонд развития менеджмента (EFMD) предоставил Кингстонской школе бизнеса аккредитацию EPAS для трех программ.
Школа бизнеса имеет аккредитации своих образовательных программ от профессиональных организаций: ACT, ACCA, BPS, CIM, CIMA, CIPD, CIPR, CIPS, ICAEW, RICS.  

## Студенческая жизнь
Кампус Кингстон Хилл расположен примерно в 4,8 км от центра города Кингстон, недалеко от парка Ричмонд и Уимблдон-Коммон и в примерно в 25 минутах от центра Лондона. В кампусе есть учебные помещения для студентов, в которые входят: помещения для собраний, специально отведенные учебные комнаты, многочисленные компьютерные лаборатории, учебное кафе и центр учебных ресурсов, официально известный как Соловьиный центр. В Школе бизнеса обучаются разнообразные этнические группы студентов.
На территории кампуса расположены общежития на 565 студентов, музыкальная студия, кафе, ресторан и бар. Среди спортивных и фитнес-мероприятий в Кингстон Хилл есть футбол, настольный теннис, гольф и бадминтон. Кроме того, в университете также есть свои спортивные клубы и команды, которыми руководит Студенческий союз Кингстонского университета (KUSU).